# Andrej Vizjak (poslovnež)
Andrej Vizjak, slovenski ekonomist, poslovnež, 9. maj 1965, Ljubljana
Ukvarja se s poslovnim svetovanjem. V Dubaju ima podjetje AV.consulting.
Leta 2004 je po enem letu odstopil z mesta člana uprave Gorenja, ostal pa je njen svetovalec za strateški razvoj. Leta 2009 je dobil odpoved v družbi A.T. Kearney. Leta 2010 je postal predsednik PricewaterhouseCoopers Svetovanje za jugovzhodno Evropo.

### Zasebno
Z bivšo ženo Andrejo Jernejčič ima hčer. Leta 2016 se je na Bledu poročil s Sonjo Bajc. Med gosti sta bila tudi Miro Senica in Katarina Kresal.

## Sklic
1. ↑  »Življenjepis ustanovitelja in predsednika AV.consulting, prof. dr. Andreja Vizjaka«. www.av.consulting. Pridobljeno 23. decembra 2020.
2. ↑  Šelek, Marija (21. november 2017). »Se Slovenija boji uspeha?«. Revija Zarja. Pridobljeno 23. decembra 2020.
3. ↑  »Naši kontakti«. www.av.consulting. Pridobljeno 23. decembra 2020.
4. ↑  »Gorenje ima novo upravo«. www.24ur.com. 3. junij 2003. Pridobljeno 23. decembra 2020.
5. ↑  »Andrej Vizjak odstopa z mesta člana uprave Gorenja«. Dnevnik. 19. julij 2004. Pridobljeno 23. decembra 2020.
6. ↑  »Andrej Vizjak ni več šef A.T. Kearneya«. Finance.si. 22. december 2009. Pridobljeno 23. decembra 2020.
7. ↑  »Vizjak bo vodil svetovalno divizijo PricewaterhouseCoopersa v regiji«. Dnevnik. 22. september 2010. Pridobljeno 23. decembra 2020.
8. ↑  »Kandidat za novega nadzornika Telekoma zanika besede nekdanje žene«. zurnal24.si. 29. julij 2019. Pridobljeno 23. decembra 2020.
9. ↑  »Poroka Sonja Bajc in Andrej Vizjak«. Mediaspeed.net. 16. julij 2016. Pridobljeno 23. decembra 2020.